# معركة مرسى ثلمت
معركة مرسى ثلمت (بالعبرية: קרב מרסה-תלמאת)، معركة وقعت بين البحرية المصرية وأفرد صاعقة مصريين والبحرية الإسرائيلية في 7 أكتوبر 1973، أثناء المراحل المبكرة من حرب أكتوبر. جرت المعركة في ميناء مرسى ثلمت، في القطاع الأوسط من خليج السويس. وانتهت المعركة بانتصار القوات الإسرائيلية.
تواجد زورقا دورية إسرائيليان من طراز دابور (رقم 864 و867) في مهمة دورية روتينية عندما شن الجيش المصري هجوماً مفاجئاً على سيناء المحتلة. عندما تبين أن الحرب قد بدأت، كُلف الزورقين الإسرائيليين بمهمة تدمير زوارق الصاعقة المصرية من أجل إحباط عملياتهم عبر خليج السويس. عثر الزورقان الإسرائيليان على زورقي صاعقة كانا على وشك المغادرة من مرسى ثلمت. فهاجمها الزورقان الإسرائيليان واستمرا في الهجوم حتى عندما جنح أحدهما بطريق الخطأ. تمكن الزورقان الإسرائيليان من الانسحاب بعد إلحاق أضرار جسيمة بقوات الصاعقة المصرية. حصل ثلاثة من أفراد الطاقم الإسرائيليين في وقت لاحق على وسام الخدمة المتميزة لأعمالهم في المعركة. كانت المعركة من بين العديد من المعارك البحرية الهامة التي شكلت مسار الحرب البحرية.

## تمهيد
رست قوة من زورقي دورية سريع من فئة دابور على عوامات في رأس سدر ثم في مرسى صغير للبحرية الإسرائيلية في القطاع الشمالي من خليج السويس، كجزء من مهمة دورية روتينية في الخليج وذلك في صباح يوم 6 أكتوبر. كان الزورقان الإسرائيليان، بقيادة الملازم البحري تسفيكا شاحاك، قد غادرا قاعدتيهما في شرم الشيخ في اليوم السابق. لم يتضمن التقرير الاستخباراتي السابق للمهمة لم يتضمن سوى إشارة عامة إلى الاستعداد المصري لحرب محتملة وفقاً لشاحاك.
أُمر زورقي دابور بمغادرة المرسى في الساعة 14:10، بعد وقت قصير من شن الجيش المصري هجومه المفاجئ (المعروف باسم عملية بدر)، والقيام بدوريات على طول الساحل باتجاه منشآت النفط الإسرائيلية في أبو رديس. أثناء تحركمها، أمكن للزورقين رصد حركة تحليق مكثف لمروحيات مصرية باتجاه سيناء. كُلف زوقي دابور بفتح النار على أي مروحيات أو زوارق مصرية في الساعة 15:22، لكنهما لم يتمكنا من الاشتباك مع أي منهم.
واصل الزورقان الإسرائيليان دوريتهما دون اشتباكات حتى الساعة 22:00 عندما كُلفا بالتوجه جنوباً باتجاه رأس الزعفرانة، وهو مرسى بحري تستخدمه البحرية المصرية. انحصرت مهمتهما في البحث عن أي زوارق معادية يمكن العثور عليها والاشتباك معها وتدميرها. وصل الزورقان إلى مرسى رأس الزعفرانة ووجداه فارغاً. بحلول ذلك الوقت، فقد زورقا دابور الاتصالات مع قاعدتيهما في شرم الشيخ، حيث علموا لاحقاً أنها تعرضت لهجوم بصواريخ جوالة مصرية فئة رادوغا كيه إس آر-2. قرر شاحاك تفقد مرسى ثلمت على الرغم من عدم تكليفه بذلك. وهو مرسى يقع جنوب رأس الزعفرانة.

## المعركة

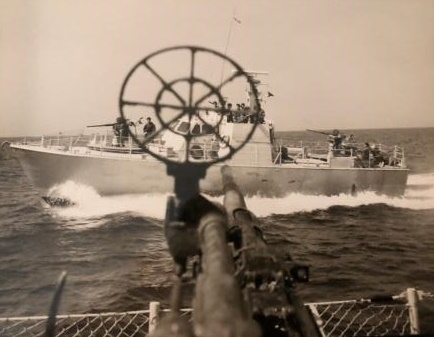
سفينة دفور موجهة بمدفع أورليكون عيار 20 ملم

وصل زورقا دابور إلى مرسى ثلمت بعد الساعة 1:00 من ليلة 6-7 أكتوبر. دخل شاحاك بزورقه في المرسى، بينما أمر الزورق الآخر بالبقاء خارجاً لتغطيته. اكتشف شاحاك عند دخوله زورق دورية من طراز بيرترام وزورقا زودياك عليهم أفراد من الصاعقة البحرية المصرية مع معداتهم القتالية وكانوا على وشك المغادرة. أطلق زورق دابور النار أولاً وغرق زورقا الزودياك على الفور. ثم أجرى زورق دابور مناورة لمهاجمة زورق بيرترام، لكنه جنح لمسافة 20 متراً من الساحل أثناء القيام بذلك. وتوقف كلا المحركين. تعرض زورق دابور لنيران من مدافع ثقيلة وصواريخ وأسلحة خفيفة أثناء جنوحه، بما في ذلك نيران مدافع ساحلية عيار 14.5 ملم. أمر شاحاك رجاله برد إطلاق النار وفي نفس الوقت دعا الزورق الثاني للدعم. عندما دخل الزورق الثاني المرسى، انحرف هو الآخر وصدم القاع. ظل الزورقان جانحين لأكثر من ساعتين تحت نيران القوات المصرية الشديدة، قبل أن يتمكنا من تخليص نفسيهما.
أثناء القتال أصيب الزورق فئة بيرترام بأضرار بالغة لكنه لم يغرق. لم يكن الإسرائيليون قادرين على إغراقه إلا بإطلاق أعيرة مسدسات إضاءة عيار 25 ملم، مما أشعل صواريخ بيرترام، وأدى إلى انفجاره.
وبمجرد أن طفا الزورقين الإسرائيليين، تراجعا وتوجها إلى أبو زنيمة حيث استقبلا في الساعة 04:22 مروحية تابعة لسلاح الجو الإسرائيلي أخلت الجرحى. في المجمل، قُتل أحد أفراد الطاقم الإسرائيلي وجُرح سبعة. بينما خسر المصريون زورق بيرترام وزورقي زودياك، كانوا محملين بقوات صاعقة بحرية على وشك الخروج في مهمة.

## النتائج
كانت نتيجة معركة مرسى ثلمت «إخراج» الخطة الرئيسية المصرية لجنوب سيناء عن مسارها وفقاً لرابينوفيتش. على ما يبدو، كانت القوات المصرية التي دمرت في مرسى ثلمت تهدف إلى تعزيز وإمداد القوات التي هبطت في سيناء في اليوم السابق. يعتبر زئيف ألموغ المعركة كواحدة من عدة معارك مكنت إسرائيل من الحفاظ على سيطرتها على خليج السويس طوال الحرب. وكما يذكر:
«منحت المبادرات القتالية للبحرية الإسرائيلية، إلى جانب دعم القوات البرية والجوية، إسرائيل سيطرة كاملة على خليج السويس وأدت في النهاية إلى نتائج بعيدة المدى كالتالي:
- تدمير العشرات من زوراق الصيد التي حشدتها مصر والمحملة بالقوات والذخيرة والإمدادات، المُعدة لغزو الجانب الإسرائيلي من خليج السويس ودعم رأس الجسر الإبرار المروحي أو إبقائها في مراسيها.
- قُتلت قوات الصاعقة المصرية على رأس الجسر أو أُسرت. هذه القوة، التي أبرتها المروحيات على طول شواطئ سيناء، عُزلت عن قواعد دعمها في المراسي المصرية في خليج السويس وعن البر الرئيسي المصري.
- أتاحت سيطرة إسرائيل على خليج السويس استمرار نشر بطارية صواريخ أرض - جو عند قاعدة رأس سدر البحرية الإسرائيلية، بالقرب من الطرف الجنوبي لقناة السويس. وحرمت هذه المناورة الجيش الثالث الميداني المصري من الدعم الجوي ومنعته من التحرك جنوبا لاحتلال جنوب سيناء.
- ساعدت البحرية الإسرائيلية في تشديد الحصار حول الجيش المصري الثالث المحاصر من الجناح الجنوبي. يحد هذا الجناح الجزء الشمالي من خليج السويس، مُكملاً للحصار».[3]

مُنح ثلاثة من أفراد الطاقم الإسرائيليين وسام الخدمة المتميزة بعد المعركة هم: تسفي شاحاك، الذي قاد العملية؛ ملازم ثان آمي سيغف، ضابط على متن زورق شاحاك ظل يقاتل حتى بعد إصابته بجروح خطيرة؛ والرقيب شالوم نحماني، كبير ميكانيكي دابور شاحاك. الذي كان قادراً على إصلاح محركات الزورق التالفة وإعادة تشغيلها، كان نحماني في الواقع هو المسؤول عن رفع الزورق بعد جنوحه. حصل فرد رابع في الطاقم، ملازم ثان نمرود إيريز، الذي أطلق النار على الزورق فئة بيرترام، على شهادة رئيس الأركان.